# Ferdinand Max Bredt
Pour les articles homonymes, voir Bredt.

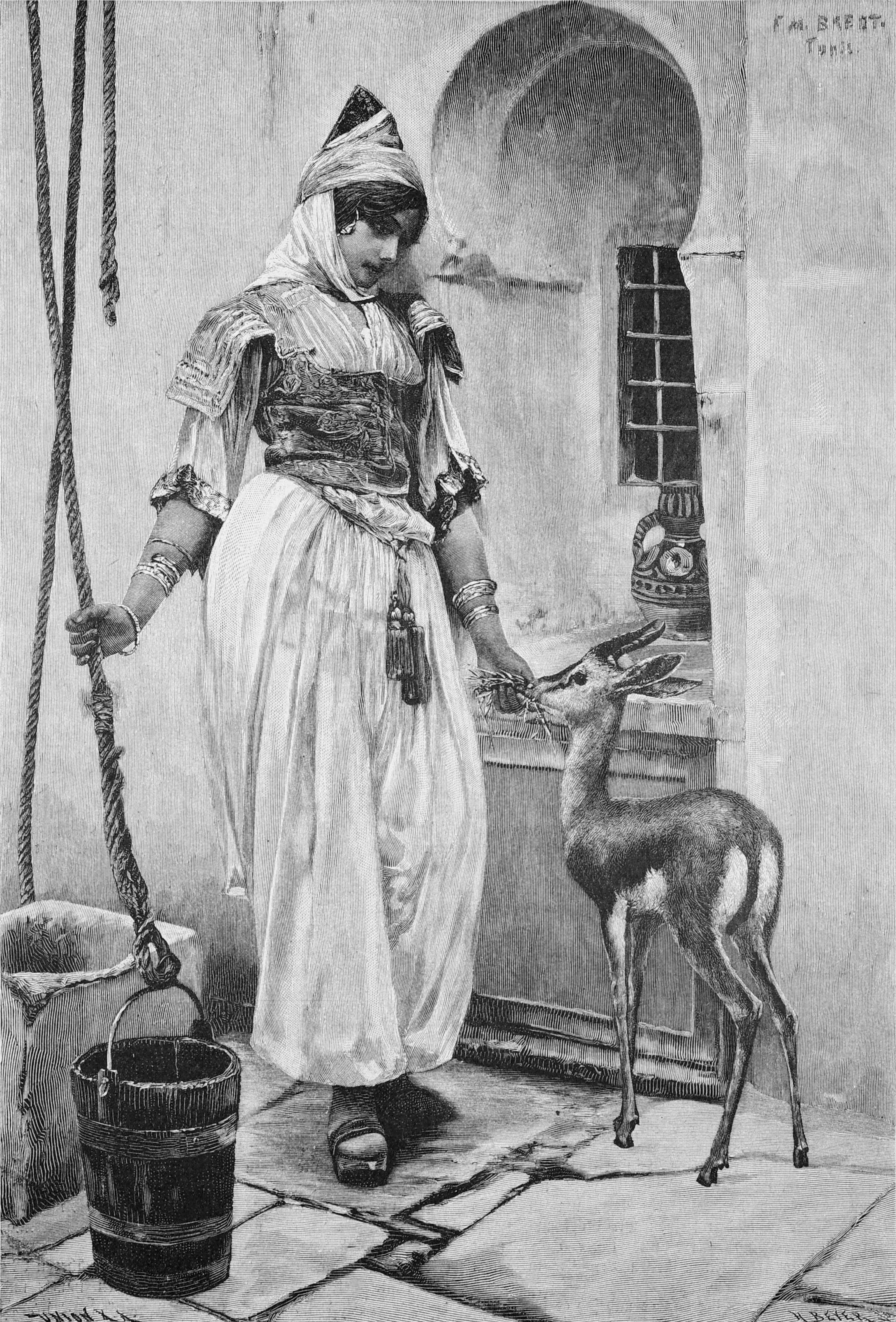
Deux gazelles, 1892

Ferdinand Max Bredt, né le 7 juin 1860 à Leipzig et mort le 18 juin 1921) est un artiste peintre allemand orientaliste parmi les plus importants du XIXe siècle.

## Biographie
Entré à 16 ans à l'académie d'État des beaux-arts de Stuttgart (de), Bredt y fut l'élève de Bernhard von Neher le jeune et de Carl von Häberlin.

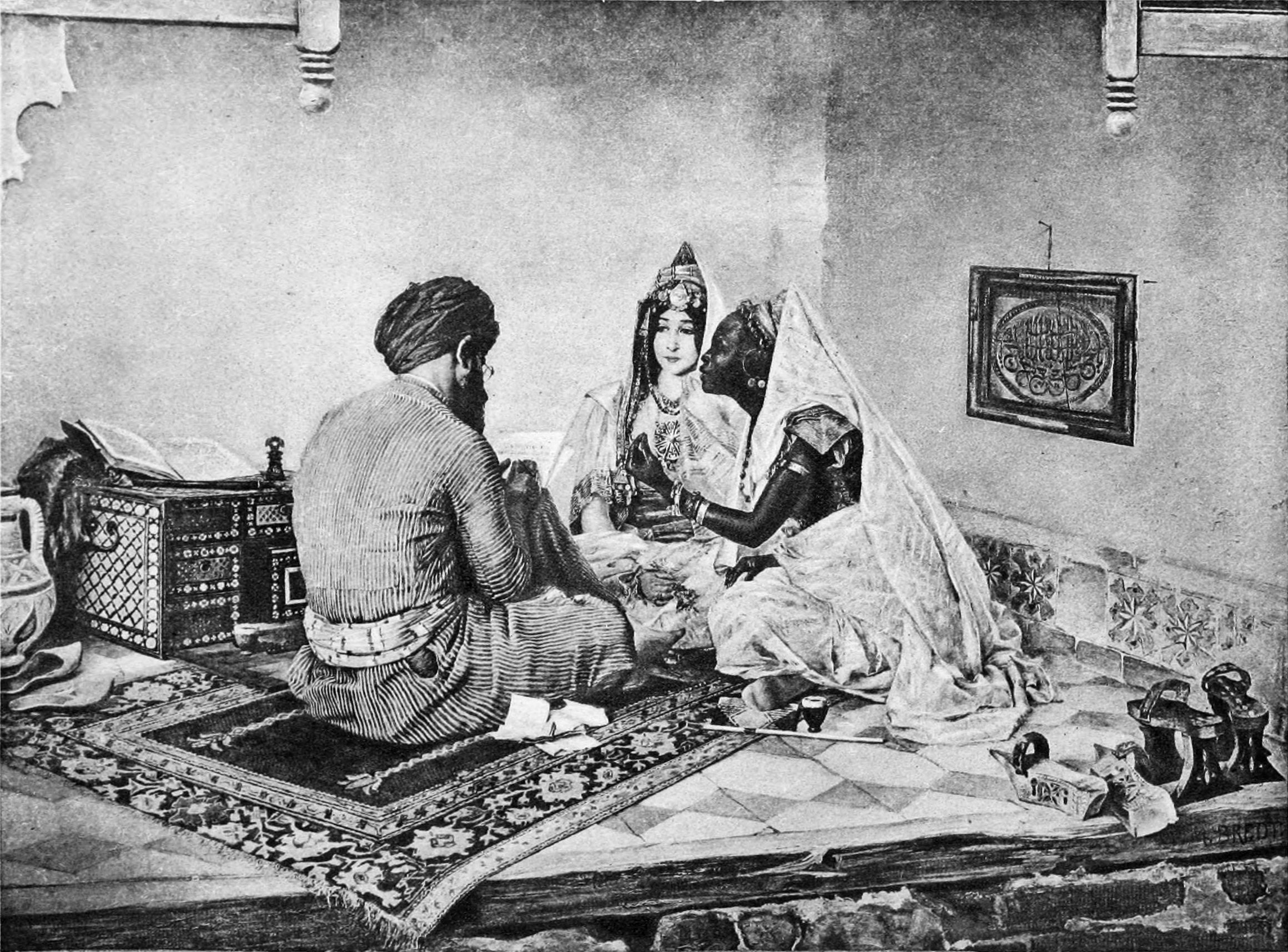
L’écrivain public
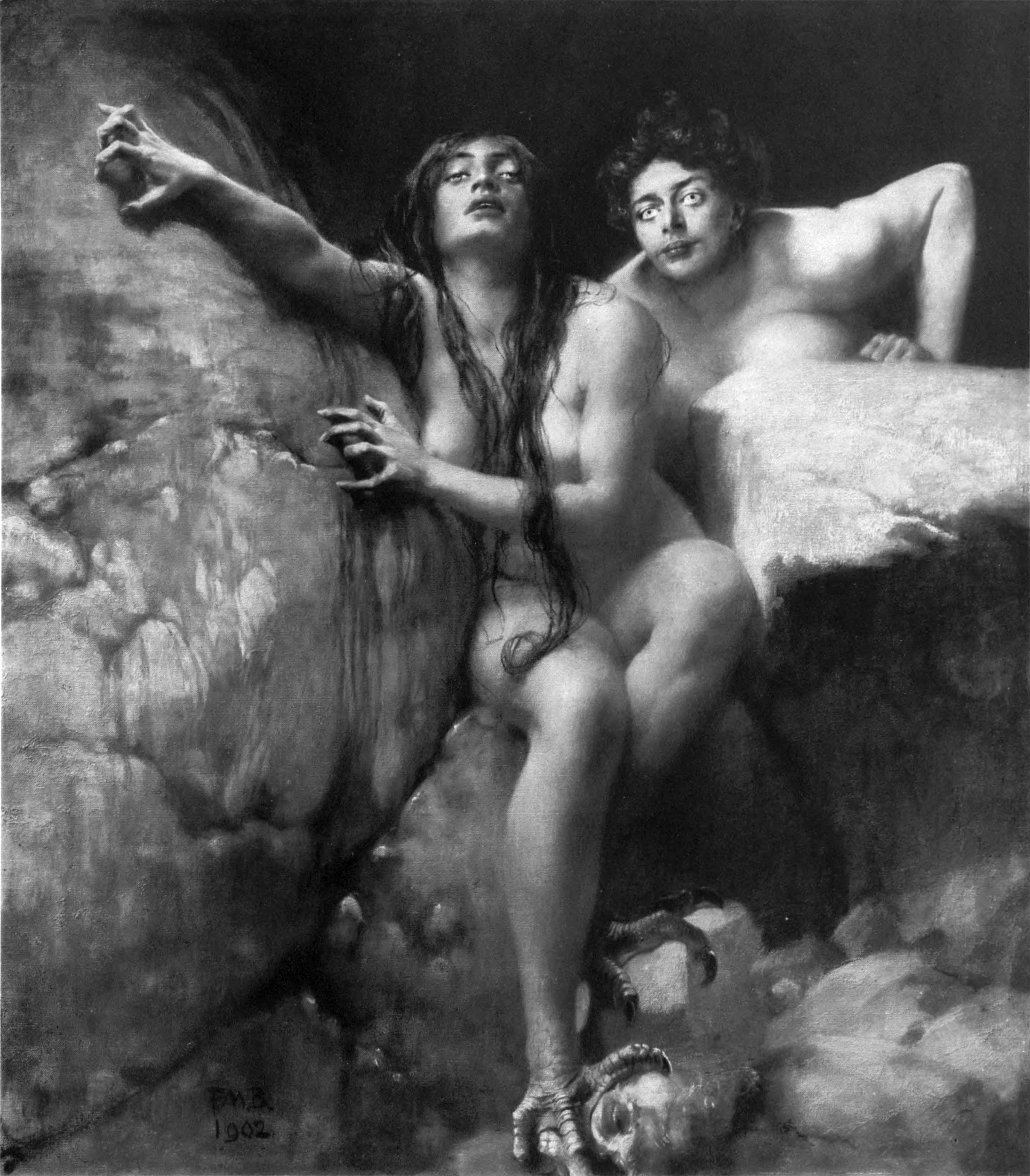
Sirènes
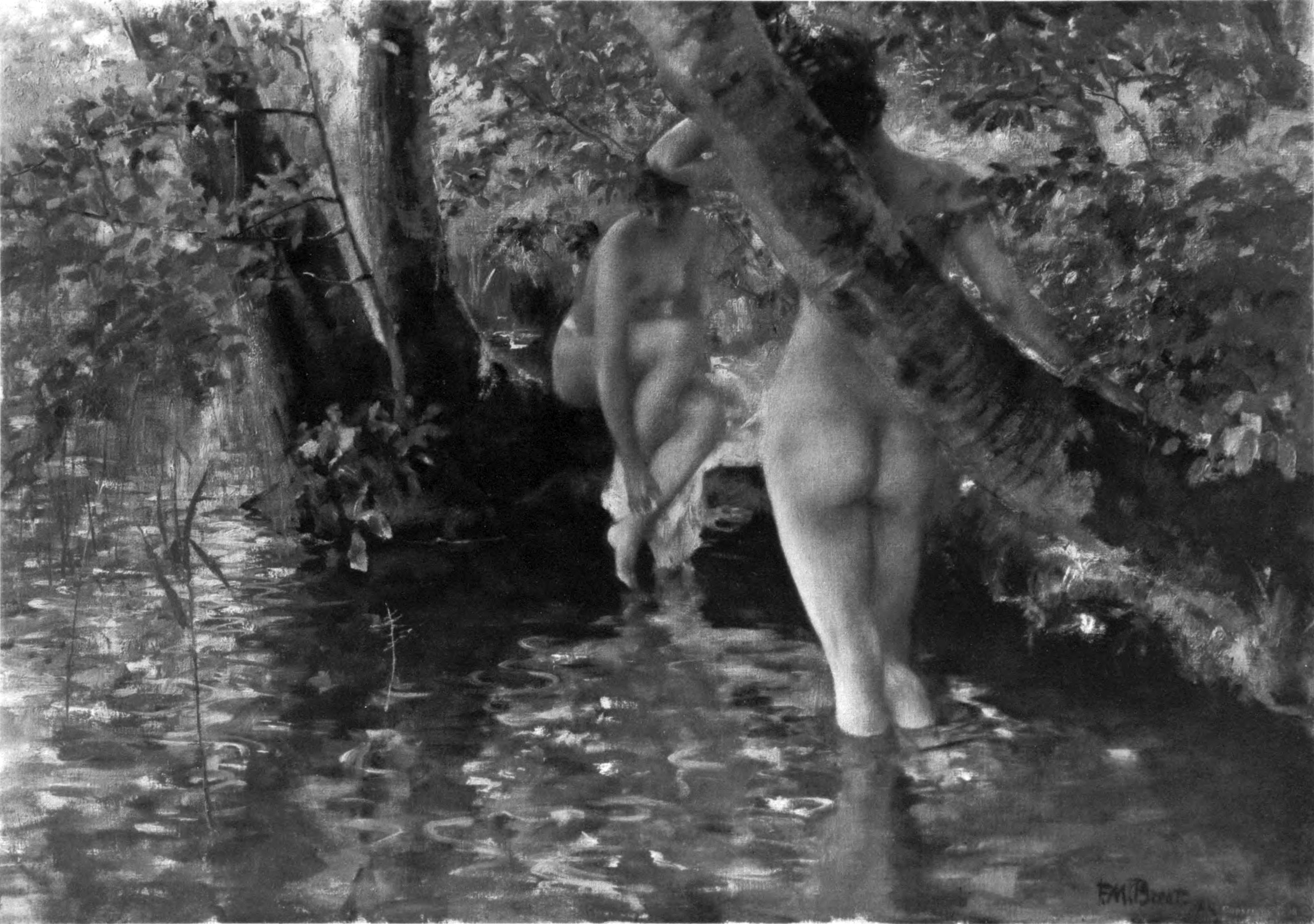
Duo dans les bois